# Arkadakskij rajon
L'Arkadakskij rajon (in russo Аркадакский район?) è un rajon dell'Oblast' di Saratov, nella Russia europea; il suo capoluogo è Arkadak.